# NGC 741
NGC 741 (również IC 1751, PGC 7252 lub UGC 1413) – galaktyka eliptyczna (E), znajdująca się w gwiazdozbiorze Ryb. Została odkryta 13 grudnia 1784 roku przez Williama Herschela.